# Javontae Hawkins
Javontae Hawkins (Flint, 13 novembre 1993) è un cestista statunitense.

## Palmarès
- Basketball Champions League: 1

Bonn: 2022-23